# آنا ليما
آنا ليما (بالبرتغالية: Ana Paula Lessa Lima‏) (24 أبريل 1969 - ) هي لاعبة كرة طائرة برازيلية.